# 大分県道679号川上玖珠線
大分県道679号川上玖珠線（おおいたけんどう679ごう かわかみくすせん）は、大分県由布市から玖珠郡玖珠町に至る一般県道である。ここでは当道の一部を含む、玖珠町のコンクリート舗装道路の愛称である「玖珠戦車道」についても解説する。

## 概要
陸上自衛隊の西日本最大の演習場である日出生台演習場の北縁・東縁に沿って走行する。由布市湯布院町川上の一部と、玖珠郡玖珠町大字岩室の大分県道409号下恵良九重線分岐から終点にかけては戦車やロケット砲などの自衛隊のキャタピラ車両が駐屯地と演習場との間の移動で利用するため、コンクリート舗装されている。前者は特科道、後者は（玖珠）戦車道という呼称が自衛隊関係者・地元・ミリタリーファンに定着している。特に後者は玖珠町が通行情報を提供しており、沿道や県道終点から先の町道沿いの道の駅童話の里くすで撮影をするファンがみられる（戦車道については後述）。

### 路線データ
- 起点：大分県由布市湯布院町川上（大分県道50号安心院湯布院線終点、大分県道216号別府湯布院線交点）
- 終点：大分県玖珠郡玖珠町大字森（国道387号交点）

## 路線状況

### 重複区間
- 大分県道50号安心院湯布院線（由布市湯布院町川上（起点） - 宇佐市安心院町寒水）
- 大分県道409号下恵良九重線（玖珠郡玖珠町大字日出生 - 玖珠郡玖珠町大字岩室）

## 地理

### 通過する自治体
- 由布市
- 宇佐市
- 玖珠郡玖珠町

### 交差する道路
| 交差する道路                                                      | 市町村名 | 市町村名 | 交差する場所 | 交差する場所 |
| ----------------------------------------------------------------- | -------- | -------- | ------------ | ------------ |
| 大分県道50号安心院湯布院線 重複区間起点 大分県道216号別府湯布院線 | 由布市   | 由布市   | 湯布院町川上 | 起点         |
| 大分県道50号安心院湯布院線 重複区間終点                           | 宇佐市   | 宇佐市   | 安心院町寒水 |              |
| 大分県道409号下恵良九重線 重複区間起点                            | 玖珠郡   | 玖珠町   | 大字日出生   |              |
| 大分県道409号下恵良九重線 重複区間終点                            | 玖珠郡   | 玖珠町   | 大字岩室     |              |
| 国道387号                                                         | 玖珠郡   | 玖珠町   | 大字森       | 終点         |

### 沿線
- 大分南警察署湯布院幹部交番（由布市湯布院町川上）
- 陸上自衛隊日出生台演習場（由布市湯布院町川上 - 玖珠郡玖珠町大字岩室）
- 深見ダム（宇佐市安心院町寒水）
- 小野原ダム（玖珠町大字日出生）
- 玖珠町立日出生台小学校小野原分校（玖珠町大字日出生）
- 小野原簡易郵便局（玖珠町大字日出生）
- 日出生台ダム（玖珠町大字日出生）
- 日出生川（玖珠町大字日出生）
- 玖珠清掃センター（玖珠郡玖珠町大字岩室）
- 森川（玖珠町大字森）
- 森郵便局（玖珠町大字森）

## 玖珠戦車道
陸上自衛隊玖珠駐屯地には戦車部隊（西部方面戦車隊、旧第4戦車大隊・第8戦車大隊）および水陸両用車部隊（水陸機動団戦闘上陸大隊）が駐屯しており、主に10式戦車・水陸両用車AAV7が駐屯地と日出生台演習場間を往復するため、道路を傷めないよう、コンクリート舗装となっている。このコンクリート舗装の道のことを「玖珠戦車道」または単に「戦車道」と呼称している。自治体との合意の上で、通常は10 km/h程度、履帯（キャタピラ）には騒音防止・舗装の破損防止のゴムパットをつけて、先導車・戦車回収車・ロードスイーパーを伴って走行する。国内で公道を戦車が通過するのは2019年（令和元年）7月現在、この玖珠戦車道と北海道千歳市の「C経路」（東千歳駐屯地 - 北海道大演習場間）のみとなっている。
玖珠戦車道の構成は以下の通りとなっている。玖珠町道、県道679号、大分県道409号下恵良九重線からなっている。
駐屯地 - 町道 - （道の駅童話の里くす横） - （国道387号交点） -（末廣神社御旅所前） - 県道679号 - （大分県道409号下恵良九重線重複終点） - 大分県道409号下恵良九重線 - 演習場
玖珠郡玖珠町では、玖珠駐屯地から通知された通過情報をホームページに掲載している（外部リンク参照）。